# Tim Kring
Tim Kring, egentligen Richard Timothy Kring, född 9 juli 1957 i El Dorado County, Kalifornien, är en amerikansk producent och manusförfattare för film och TV. Han har varit mest aktiv inom genrerna kriminaldrama och mysterier/konspirationer på gränsen till science fiction. Han är skapare av bland andra TV-serierna Touch, Heroes, Jordan, rättsläkare och Strange World.

## Filmografi
| År               | Titel                                 | Bidrag/Uppgift                 | Anmärkningar |
| ---------------- | ------------------------------------- | ------------------------------ | ------------ |
| 1996–1997        | Chicago Hope                          | Producent                      |              |
| 1999–2002        | Strange World                         | Skapare                        |              |
| 1999–2001        | Providence                            | Medansvarig exekutiv producent |              |
| 2001–2007        | Jordan, rättsläkare (Crossing Jordan) | Skapare/Exekutiv producent     |              |
| 2006–2010, 2015– | Heroes/Heroes Reborn                  | Skapare/Exekutiv producent     |              |
| 2012–2013        | Touch                                 | Skapare/Exekutiv producent     |              |
| 2015–            | Dig                                   | Medansvarig exekutiv skapare   |              |